# Luis Alfonzo Larrain
Luis Alfonzo Larrain (* 22. Juli 1911 in La Victoria; † 3. Juli 1996 in Caracas) war ein venezolanischer Komponist und Musiker.

## Leben
Larrain kam 1918 mit seiner Familie nach Caracas. Er komponierte neunjährig sein erstes Lied und gründete angeregt von seinem Lehrer Carlos Bonnet 1925 mit Raúl Briceño (Klavier), Eduardo Serrano (Schlagzeug), Alberto Muñoz (Saxophon) und Rafael Uzcátegui (Violine) sein erstes Orchester, mit dem er bei privaten Anlässen auftrat. 1927 erweiterte er es zu einem professionellen Ensemble, dem Orquesta Flava, dem zusätzlich der Trompeter Federico Ayesta, der Saxophonist Luis Guevara, der Geiger Heber Hernández und der Gitarrist Antonio Lauro angehörten.
Ab 1930 arbeitete Larrain für den Rundfunk. Er spielte mit seinem Orchester beim Sender Caracas und gründete für diesen verschiedene Ensembles, darunter La orquesta de conciertos, El Sexteto de cámara, La  Apple Soul, La orquesta popular, Los negritos Locos, El trío Matanceros und das Orquesta para operetas, mit denen er Musik von der Klassik bis zum Jazz und lateinamerikanischer Tanzmusik aufführte. Außerdem wirkte er neben Schauspielern wie Cecilia Martínez, Margot Antillano, Conchita Ascanio, Edgar J. Anzola und Ricardo Espina an dramatischen Produktionen des Senders mit. Zur gleichen Zeit gründete er mit Graciela Naranjo, Ofelia Ramón, Enrique Alvarenga und Manolo Monterrey (später Fidel Peters) ein Vokalquartett, das großen Beifall bei der Musikkritik fand.
Auf Anregung von Pedro Vargas gründete Larrain ein eigenes Tanzorchesters, mit dem er Guarachas, Boleros, Danzones, Foxtrotts, Walzer, Merengues und Joropos aufführte und sich den Titel Mago de la música bailable erwarb. Mit dem Orchester traten Sänger wie Celia Cruz, Tony Camargo, Manolo Monterrey, Marco Tulio Maristany, Luisín Landáez, Memo Morales, Kiko Mendive, Mario Suárez, Hilda Salazar, Elisa Soteldo und Elio Rubio auftraten.
Für das Ensemble, das als La Orquesta del Buen Tono bekannt wurden, schrieben Komponisten wie Aldemaro Romero, Aníbal Abreu, Chucho Sanoja, Eduardo Cabrera und Dámaso Pérez Prado. Zu den Mitgliedern des Orchesters zählten Rafael Velásquez („El Gallo“), Leopoldo Escalante, „El Pavo“ Frank Hernández, Cecilio Comprés, Pablo Armitano, César Viera, Germán Muñoz, Pedro Chaparro, Jesús Camacaro, George Lister und José Pérez Figuera. 
1958 löste Larrain sein Orchester auf und komponierte Musik für Rundfunk, Fernsehen und Film. Er reaktivierte das Orchester 1959 und arbeitete mit ihm erneut bis 1961. Später gründete er ein eigenes Aufnahmestudio. Da er auf Azetat-Schallplatten aufnahm, die nur wenige Male abspielbar sind, sind seine Aufnahmen praktisch nicht mehr erhältlich. Auf dem Album Dulce et Picante von Alberto Naranjo findet sich als Bonustrack eine digital remasterte Aufnahme von Larrain und seinem Orchester. Auf dem gleichen Album findet sich auch ein von Larrain komponierter Walzer.